# Hydre (zoologie)
Hydra
Pour les articles homonymes, voir Hydre et Hydra.
Genre
Hydra (les hydres) est un genre d'animaux de l'embranchement des Cnidaires (les Cnidaires sont des animaux relativement simples, spécifiques du milieu aquatique).
Les hydres, ou polypes d'eau douce, sont des organismes pluricellulaires complexes. Les généticiens considèrent que ces polypes sont immortels, notamment grâce à leurs capacités régénératrices,.
En France, on connaît cinq espèces : Hydra circumcincta, Hydra oligactis, Hydra oxycnida, Hydra vulgaris et Hydra viridissima, dont la couleur verte est due à des chlorellas symbiotiques. Chaque espèce possède plusieurs noms possibles en raison de précédentes classifications.

## Étymologie
Carl von Linné crée en 1758 le genre Hydra, en lui donnant ce nom parce que l'animal, après avoir eu la tête tranchée, voit une nouvelle tête lui repousser, un peu comme l'hydre de Lerne, de la mythologie grecque antique, un serpent monstrueux à sept têtes qui repoussaient à mesure qu'on les coupait, si on ne les abattait pas toutes d'un coup.
L'expression « polype d'eau douce » est créée par le naturaliste René-Antoine Ferchault de Réaumur (1683-1757), auquel Abraham Trembley avait envoyé quelques spécimens de l'animal pour étude.

## Description

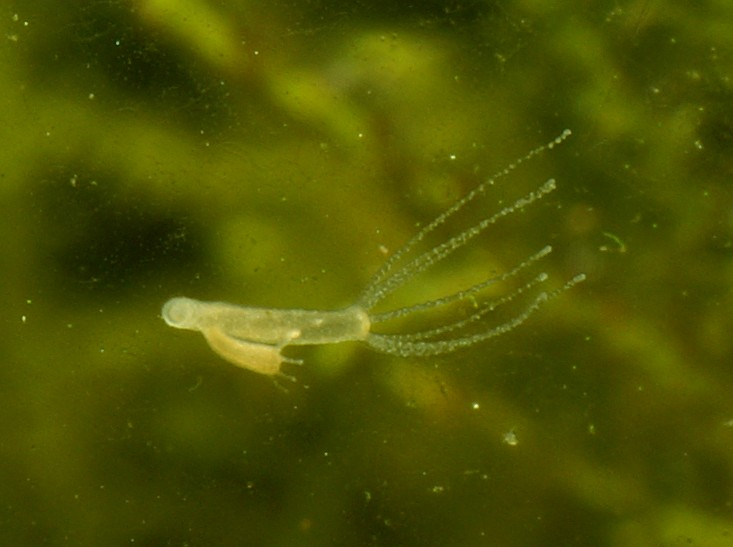
Hydre fixée sur la vitre d'un aquarium.

L'hydre est un organisme assez petit (il peut atteindre 15 mm), qui n'a pas de squelette. C'est un polype qui vit en eau douce, à la différence de l’immense majorité des autres cnidaires, qui sont marins. Au moindre contact, le polype peut se rétracter au point de ne plus former qu'une petite boule de 2 à 3 mm, peu visible.
Il possède 6 à 10 tentacules urticants entourant la bouche-anus et régénère rapidement les parties qui lui sont enlevées.
Un polype s'accroche généralement par son pied au milieu environnant, mais il peut aussi migrer et se suspendre à la surface de l'eau par tension superficielle (le pied au sec et le reste du corps dans l'eau). Lorsqu'il n’a pas de point d'accroche, le polype ne nage pas et coule lentement dans l'eau.
Le corps de l'hydre est formé d'un tube comportant à une extrémité une ouverture entourée de tentacules et fermé à l'autre extrémité. Ces deux extrémités sont nommées respectivement la tête et le pied (ou sole de fixation). La partie médiane du corps est plus large.
La colonne gastrique comporte deux feuillets, appelés ectoderme et endoderme, séparés par une fine matrice extra-cellulaire appelée mésoglée.
Des cellules interstitielles, principalement situées dans l'espace interstitiel entre les cellules épithéliales ectodermiques, se différencient en cellules nerveuses, cnidocytes, cellules glandulaires et gamètes. À la différence d'autres cnidaires, l'hydre n'existe que sous forme polype et n'a donc pas de forme méduse.

## Mode de vie

### Alimentation
L'hydre se nourrit de petits invertébrés capturés à l'aide de ses tentacules. Elle immobilise ses proies animales en déchargeant le venin contenu dans ses cellules urticantes, les cnidocytes. 
Cet animal n'a pas de vraie bouche, mais se nourrit par un orifice qui lui sert également à la déjection, nommé hypostome. Sur des hydres génétiquement modifiées, on a montré en 2016, grâce aux techniques d'imagerie cellulaire, que les cellules de la peau au centre des tentacules peuvent modifier leur forme et s'étirer de manière à former un trou (qui s'ouvre un peu à la manière d'une pupille qui se dilate) dont l'ouverture finale peut même être plus large que le corps de l'hydre. Cette ouverture est permise par des bandes radiales de tissu (myonème) ressemblant à un muscle dont chaque cellule pourrait avoir une force de quelques nanonewtons (et qui se montre in vitro inhibé par un décontractant médicamenteux). Cette bouche, est contrôlée par des signaux neuronaux et chimiques et présente un intérêt pour les recherches en biomécanique, microrobotique et biomimétique.

### Habitat
L'hydre fréquente les cours d'eau lents, les mares et les étangs riches en végétation et à l'eau claire. 
Elle est abondante au printemps et au début de l'été. On la trouve fixée sur les végétaux aquatiques, y compris sur la face inférieure des lentilles d'eau, et sur toutes sortes d'objets durs.

## Histoire

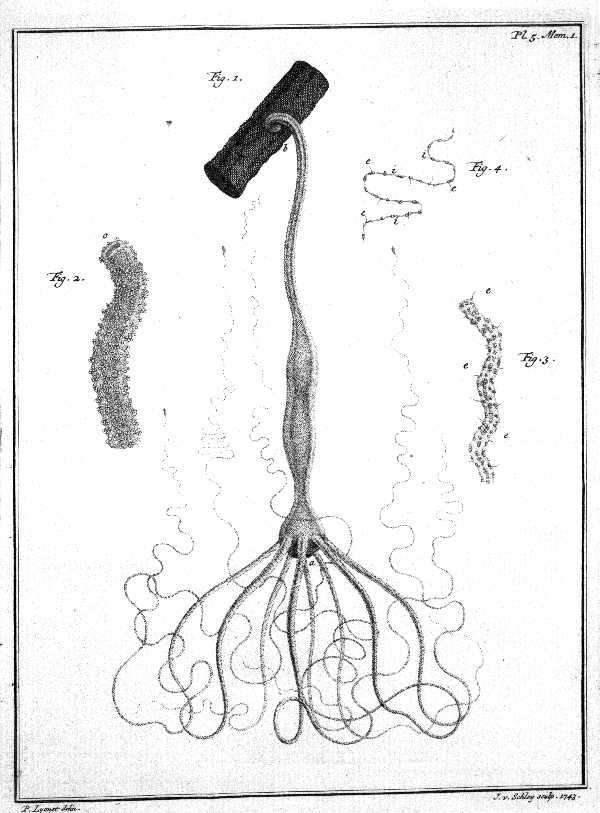
Une hydre, dessinée par Trembley dans son mémoire de 1744.

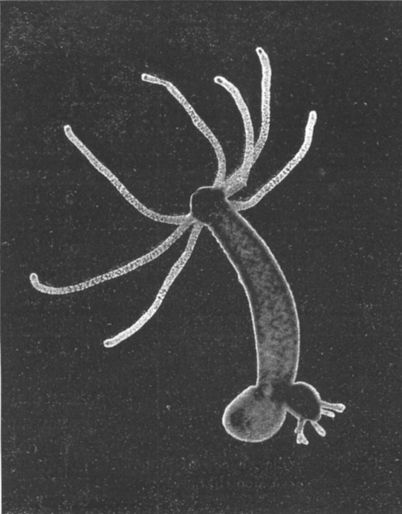
Bourgeonnement d'hydre.

La première trace écrite de l'hydre remonte à 1702, dessinée par Antoni van Leeuwenhoek dans ses correspondances à la Royal Society de Londres,
Au XVIIIe siècle, Abraham Trembley (1710-1784) fut le premier naturaliste à donner une description précise d'un « genre de polype d'eau douce ». Trembley qui naquit à Genève fit d'abord des études de mathématiques avant de se rendre aux Pays-Bas où il s'engagea comme précepteur des enfants d'un comte. Il consacra son temps libre à étudier les plantes et animaux qui peuplaient les mares et ruisseaux du domaine de son employeur. En 1744, il publia un mémoire intitulé Mémoires pour servir à l'histoire d'un genre de polypes d'eau douce, à bras en forme de cornes dans lequel il relate, dans un français élégant du XVIIIe siècle, toutes les observations méticuleuses qu'il fit et les expériences qu'il imagina afin de tester ses hypothèses.
« Les premières fois que je considérai ces petits corps, je les pris pour des Plantes parasites, qui croissaient sur les autres Plantes » (Mémoire…). Il observe que l'hydre peut bouger ses bras et que ce mouvement parait « devoir venir d'une cause intérieure » puisqu'ils peuvent se contracter puis se redéployer.
Il note aussi chez ces êtres l'étrange propriété, absente chez les plantes, de se mouvoir. En effet, ils se déplacent vers le côté du flacon recevant le plus de lumière. « Je fus d'abord curieux de savoir, si ce fait n'était qu'accidentel, ou bien s'il résultait d'un penchant marqué que les Polypes eussent pour l'endroit du verre le plus éclairé. Pour m'en assurer, je fis faire un demi tour au verre… Le jour après avoir tourné le verre, je trouvai que le côté le moins éclairé, celui sur lequel j'avais laissé beaucoup de Polypes, en était presque entièrement dépeuplé. »
Il note aussi que ces êtres étaient capables de capturer des proies avec leurs tentacules puis de les ingérer. Toutes ces observations soutenaient l'hypothèse que le polype était un animal mais, avant de rejeter l'idée que ce pourrait être une plante, il voulut savoir si, après avoir coupé en deux le polype, chacune de ses moitiés serait capable de régénérer un polype entier, comme seule une plante est capable de le faire (comme on le pensait à l'époque). Il effectua des sections transversales et longitudinales du tube qui constitue le corps du polype et observa à chaque fois que chaque moitié pouvait reconstituer un polype entier semblable à l'original : « Tout ce que j'avais fait pour me tirer du doute, n'avait servi qu'à m'y jeter davantage. »
Toujours avec la même curiosité et la même ouverture d'esprit, il poursuivit pendant plusieurs années ses observations méticuleuses, multipliant les expériences pour mettre à l'épreuve ses hypothèses ou effectuant des rapprochements avec d'autres êtres vivants comme « une espèce de Vers, que j'ai déjà observés avec attention, qui multiplient beaucoup, et que je n'ai vus encore multiplier par bouture ».
Trembley se persuada finalement que les polypes d'eau douce étaient des animaux.
Ses Mémoires de 1744 constituent la première description de la régénération animale complète, la régénération des pinces de homard ayant été rapportée par Réaumur peu de temps auparavant.
Après avoir eu un grand écho auprès de ses contemporains, ses recherches zoologiques ont sombré dans l'oubli. Ce n'est que la zoologie moderne qui a reconnu la valeur de ses travaux et la qualité de sa méthode expérimentale, chose nouvelle à l'époque. L'hydre fut un modèle largement utilisé au XXe siècle et l'est encore de nos jours en matière de génétique, d'études sur le vieillissement et même sur le cancer.

## Reproduction

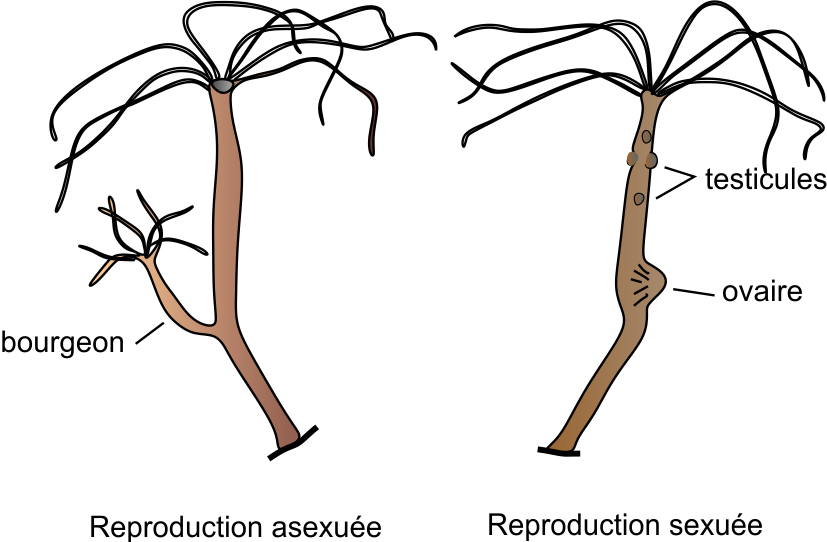
Reproduction asexuée et sexuée dHydra viridissima.

En dehors de la multiplication par bouturage (ou régénération) qui exige un découpage et donc normalement une intervention externe, l'hydre possède deux modes de reproduction : la reproduction asexuée par bourgeonnement et la reproduction sexuée.

### Reproductionasexuéepar bourgeonnement
Lors de la reproduction asexuée, dont la fréquence dépend de la température et de l'abondance des proies, une petite excroissance (diverticule de la cavité digestive) apparaît vers le tiers du corps de l'hydre, plus précisément dans une petite région juste au-dessus du pédoncule. Cette excroissance migre en direction du pied et grandit en formant un bourgeon. Celui-ci va s'ouvrir au bout en formant une « bouche » qui se garnira par la suite de tentacules. Finalement, ce bourgeon possède toutes les caractéristiques d'une hydre normale, et se sépare de l'hydre pour « mener sa propre vie », une constriction apparue à la fin proximale du bourgeon lui permettant de se détacher de son parent. La nouvelle jeune hydre peut utiliser ses tentacules pour s'accrocher à un objet afin d'aider à ce processus. Cette hydre est génétiquement identique à son parent.
Trois phases majeures constituent la formation d'un bourgeon :  l'initiation, l'élongation et la régulation. D'autres chercheurs les présentent également ainsi : la détermination de la zone de bourgeonnement, les étapes préparatoires précédant l'évagination, l'évagination primaire du dôle, l'allongement et sa terminaison (suivie de la formation du pied et du détachement).
Les principaux mécanismes qui entrainent le bourgeonnement sont la réorientation et la repolarisation des tissus et des mouvements morphogénétiques. Les cellules somatiques, de l'épiderme et du gastroderme, se divisent afin de former une protubérance (= bourgeon) et, par la suite, le coélentéron se prolonge à l'intérieur du bourgeon.
L'initiation du bourgeonnement est médiée, en partie, par la migration de cellules interstitielles, jouant un rôle d'inducteur. En effet, ces cellules se différencient notamment en cellules nerveuses, s'accumulant localement dans la région de bourgeonnement. Cette différenciation ou l'activité des cellules nerveuses sont, en partie, la cause de l'initiation du bourgeonnement. Il est possible d'activer le bourgeonnement en mettant en contact l'hydre avec du tripeptide glutathion (GSH), qui agit comme déclencheur alimentaire addictif mais aussi permet l'augmentation du taux de bourgeonnement par un mécanisme d'action directe. (Une hypothèse serait que le GSH serait relargué par les proies de l'hydre.).
Quatre cellules majeures constituent un bourgeon : les cellules épithéliales-musculaires, les cellules interstitielles, les cellules digestives et les cellules glandulaires. Les nouvelles cellules du bourgeon sont majoritairement des cellules parentes et non des cellules de la division mitotique, d'où le besoin de réorientation et repolarisation des tissus parentaux. Il a été découvert que, même si la mitose est « supprimée » dans un bourgeon, la synthèse d'ADN étant donc réduite, le bourgeon peut quand même arriver à terme grâce aux tissus de l'hydre parente.
La majeure partie de l'élongation d'un bourgeon s'effectue pendant les neuf premières heures.
Avant l'évagination, environ 800 cellules épithéliales sont recrutées pour la formation du bourgeon et ce nombre peut augmenter jusqu'à 5 000 en une journée. Les fibroblastes et une voie de signalisation impliquant Rho-ROCK-myosine II ont un rôle essentiel dans le contrôle des changements de forme cellulaire nécessaires, dont le réarrangement du cytosquelette d'actine lors du détachement du bourgeon par constriction.
L'excédent de cellules produites pendant l'alimentation peut déclencher le bourgeonnement. De même qu'un ajout de cellules par greffe augmente significativement l'activité de bourgeonnement.
Si la région de bourgeonnement est inversée (lors d'une expérience en coupant l'hydre), il n'y a pas d'effets indésirables chez certaines espèces comme Hydra viridis mais cela paralyse le bourgeonnement chez d'autres espèces comme Hydra pseudoligactis (les cellules parentales vont former des masses sans se différencier davantage).
Si la tête d'une hydre est coupée, les bourgeons auront une influence positive sur la régénération de la tête. La tête a tendance à avoir une capacité à promouvoir les bourgeons plutôt qu'à les inhiber.

### Reproduction sexuée
Hydra oligactis et Hydra vulgaris sont gonochoriques (il existe des individus mâles et femelles) alors que l'hydre verte (Chlorohydra viridissima = Hydra viridissima) et Hydra cirrcumcinta sont hermaphrodites. Les gonocytes, issus des cellules interstitielles, participent à la formation de testicules coniques, situés le long du corps de l'hydre (la position varie selon les espèces), et d'ovaires hémisphériques situés sous la zone de bourgeonnement. Chaque gonophore mâle (testicule) apparaît sous la forme d'un mamelon ou d’une sorte de verrue conique remplie de cellules totipotentes. Au niveau des ovaires, il se forme de gros ovules qui repoussent le feuillet ectodermique. Les spermatozoïdes flagellés, libérés par rupture du feuillet ectodermique, nagent jusqu'aux ovules qu'ils fécondent sur place. Une petite larve nageuse (planula) sera libérée à la belle saison. Celle-ci après fixation, constituera une nouvelle hydre.
Chez Hydra oligactis et Hydra vulgaris, cette reproduction a lieu à la fin des bonnes conditions climatiques, en hiver ou en automne. Chez les deux autres espèces, la reproduction a lieu à des températures plus chaudes.

## Le pouvoir de régénération

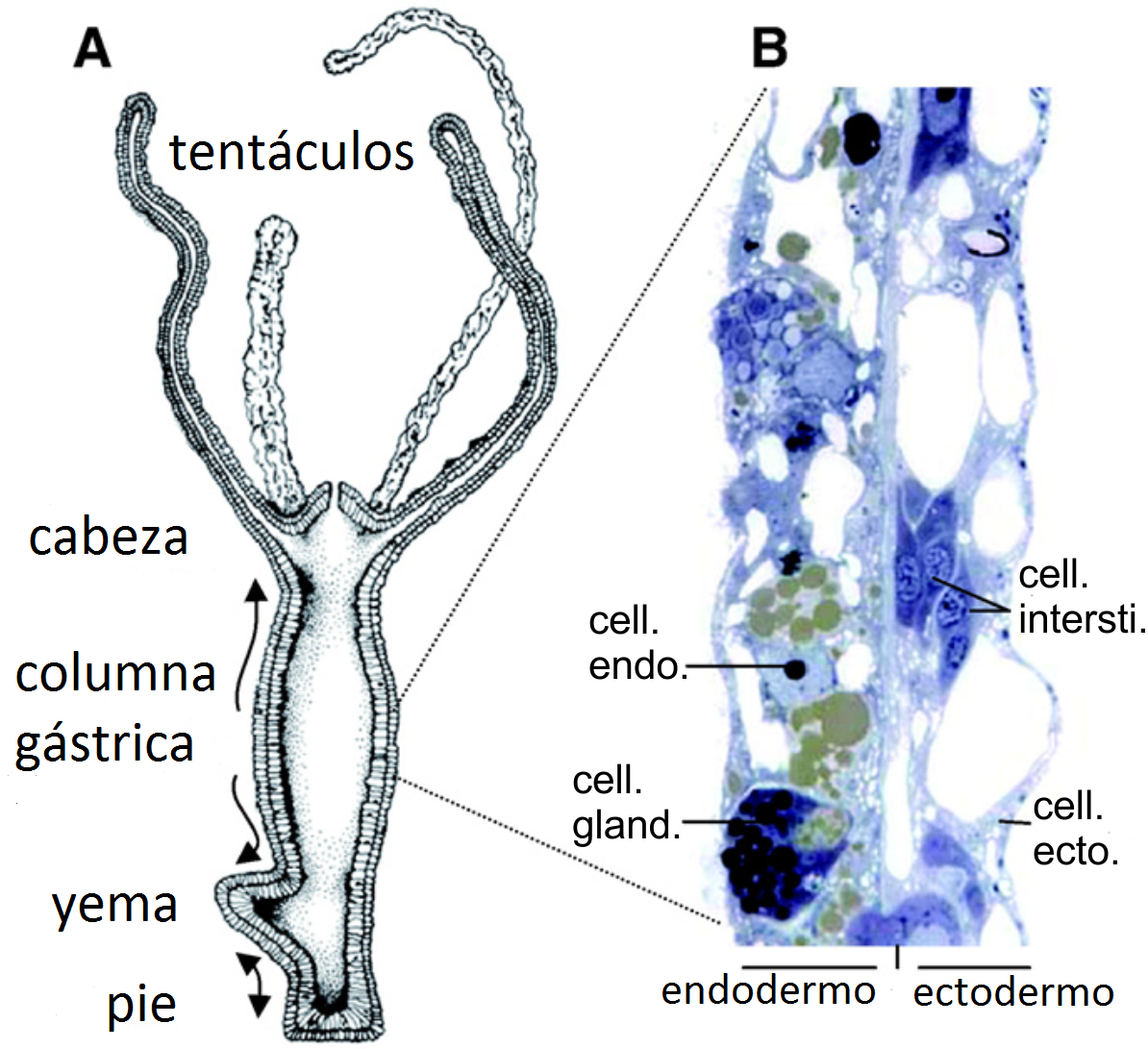
Hydre. (A) Section longitudinale montrant une organisation épithéliale simple. Les flèches indiquent la direction du mouvement des tissus. (B) Photographie d'une section de l'épithélium au niveau de la colonne. Cell. cellule ; endo. endodermique ; ecto. ectodermique ; gland. glandulaire ; intersti. interstitielle. Adapté de Bosch 2007.

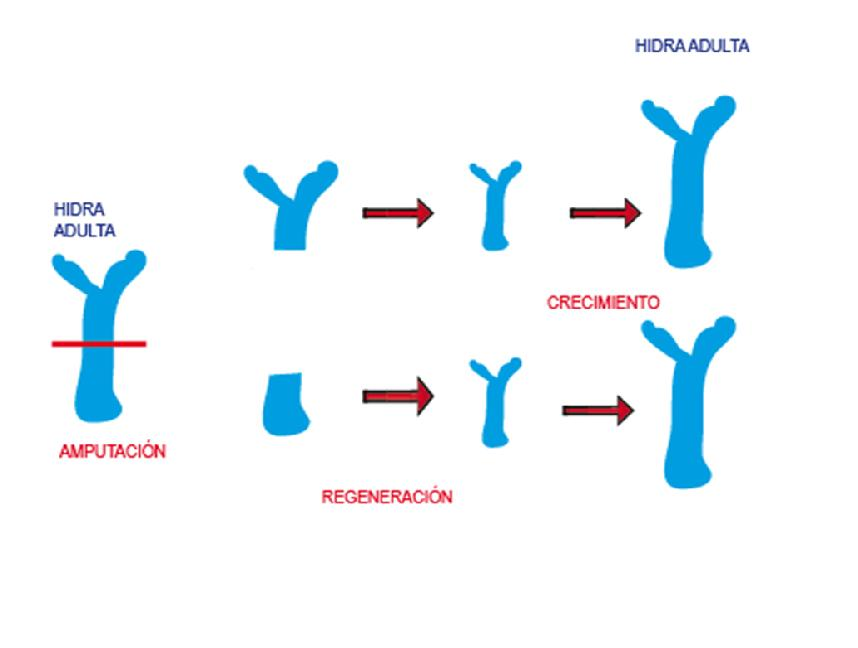
Régénération d'hydre après une section transversale.

La subdivision de la colonne gastrique de l'hydre en 200 petits fragments de 0,2 mm entraine la régénération à partir de chaque fragment d'un polype entier. N'importe quel fragment du corps comportant quelques centaines de cellules épithéliales peut régénérer l'animal entier. Cette aptitude à l'auto-organisation est due à une production continue de cellules et de facteurs de signalisation dans le tissu adulte. Ce type de multiplication asexuée est nommé architomie.
Lorsque l'hydre est placée dans un milieu nourricier riche, les cellules des deux feuillets de la colonne gastrique se multiplient de manière ininterrompue. Les cellules formées se déplacent continûment (on décrit ce phénomène de migration sous le nom de morphallaxie) vers la tête et vers le pied, contribuant ainsi à la croissance et à la régénération. Celle-ci se poursuit jusqu'à une taille maximale puis la production ininterrompue de cellules produit des bourgeons qui vont donner de nouveaux individus.
La production continue de cellules est accompagnée de la mort tout aussi permanente des cellules les plus anciennes. Cette destruction se produit à l'extrémité des tentacules et au niveau de la base du polype. Ces deux processus complémentaires de destruction et de croissance, assurent un renouvellement constant des tissus. Le remplacement total survient, suivant les conditions environnementales, en un à deux mois. Il n'y a donc pas de sénescence  (perte de fonction de l'organisme lié à l'âge).
La zone médiane du corps est riche en cellules souches, appelées cellules interstitielles. Les extrémités de l'animal sont par contre pauvres en cellules souches et riches en cellules différenciées. Les cellules souches sont des cellules totipotentes, prolifératrices et capables d'auto-renouvellement.
Les cellules souches avec leur capacité proliférative ininterrompue confèrent à l'hydre une « sorte d'immortalité », tout d'abord parce que son corps est constamment renouvelé et rajeuni et ensuite, parce que ses cellules produisent indéfiniment des bourgeons qui propagent les individus dans le milieu. L'hydre mère et ses descendants issus de bourgeons forment un seul clone, qui, si les conditions sont favorables, s'accroît en permanence, donnant un être que l'on peut qualifier de potentiellement immortel, connaissant de surcroît une éternelle jeunesse potentielle. Bien sûr, de nombreuses causes de mort (pollution, prédation, etc.) peuvent faire disparaître chaque polype mais apparemment pas la vieillesse.
La régénération ressemble à la croissance normale mais elle démarre toujours après une blessure. Le gène Kazal1 codant un inhibiteur d'enzymes capables de digérer les protéines (ou protéases) qui est exprimé dans les cellules glandulaires, est hyperexprimé immédiatement après l'amputation, au sein du bourgeon de régénération. Lorsque ce gène Kazal1 est réprimé, les hydres ne survivent pas au stress de l'amputation. Il existe chez les mammifères un gène homologue, nommé SPINK1, qui est fortement exprimé dans les cellules pancréatiques exocrines. Son mauvais fonctionnement entraîne une pancréatite chronique.
Ainsi, les protéines codées par Kazal1 chez l'Hydre et par SPINK1 chez l'Homme, protègent les tissus du stress en prévenant une autophagie excessive.

## La sensibilité à la lumière
Selon une étude de Plachetzki et al., cet animal primitif, cousin de la méduse, aurait conçu le gène responsable de l'impulsion neuronale à l'origine de la vue. Tous les Vertébrés, y compris l'Homme, en ont hérité.
Les hydres sont des animaux qui n'ont pas d’œil mais sont quand même sensibles à la lumière. Elles possèdent des gènes fonctionnels codant l'opsine jouant un rôle central dans la cascade de phototransduction.

## Listes des différents noms d'espèces

### SelonITIS
- Hydra americana Hyman, 1929
- Hydra canadensis Rowan, 1930
- Hydra carnea L. Agassiz, 1850
- Hydra cauliculata Hyman, 1938
- Hydra hymanae Hadley & Forrest, 1949
- Hydra littoralis Hyman, 1931
- Hydra minima Forrest, 1963
- Hydra oligactis Pallas, 1766
- Hydra oregona Griffin & Peters, 1939
- Hydra pseudoligactis (Hyman, 1931)
- Hydra rutgerensis Forrest, 1963
- Hydra rutgersensis Forrest, 1963
- Hydra utahensis Hyman, 1931

### Selon le Registre mondial des espèces marines (WRMS)
- Hydra americana Hyman, 1929
- Hydra baikalensis Swarczewski, 1923
- Hydra beijingensis Fan, 2003
- Hydra canadensis Rowan, 1930
- Hydra cauliculata Hyman, 1938
- Hydra circumcincta Schulze, 1914
- Hydra daqingensis Fan, 2000
- Hydra hadleyi Forrest, 1959
- Hydra harbinensis Fan & Shi, 2003
- Hydra hymanae Hadley & Forrest, 1949
- Hydra iheringi Cordero
- Hydra intaba Ewer, 1948
- Hydra intermedia De Carvalho Wolle, 1978
- Hydra japonica Itô, 1947
- Hydra liriosoma Campbell, 1987
- Hydra madagascariensis Campbell, 1999
- Hydra mariana Cox & Young, 1973
- Hydra minima Forrest, 1963
- Hydra mohensis Fan & Shi, 1999
- Hydra oligactis Pallas, 1766
- Hydra oregona Griffin & Peters, 1939
- Hydra oxycnida Schulze, 1914
- Hydra paludicola Itô, 1947
- Hydra parva Itô, 1947
- Hydra plagiodesmica Dioni, 1968
- Hydra robusta (Itô, 1947)
- Hydra rutgersensis Forrest, 1963
- Hydra salmacidis Lang da Silveira, Souza-Gomes & de Souza e Silva, 1997
- Hydra umfula Ewer, 1948
- Hydra utahensis Hyman, 1931
- Hydra viridissima Pallas, 1766, = Chlorohydra viridissima l'Hydre verte
- Hydra vulgaris Pallas, 1766

## En aquariophilie
En aquariophilie, les hydres sont considérées comme relativement nuisibles : elles sont urticantes pour les poissons adultes et pourraient se nourrir d'alevins très petits. Enfin, suivant les conditions du milieu, elles peuvent se multiplier rapidement. Il est conseillé de n'en garder quelques-unes et de ne pas les laisser proliférer.